# Caricatura de Mahoma

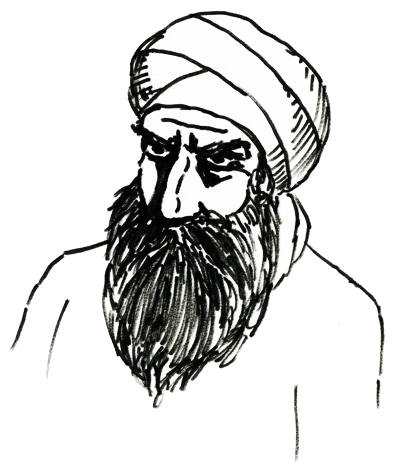
Caricatura de Mahoma, año 2010.

Las caricaturas de Mahoma son dibujos humorísticos en los que de una u otra forma se representa a Mahoma, el profeta del Islam. Se trata de una forma de sátira de la religión, de crítica del islam o meramente de un acto de libertad de expresión.

## Caricaturas históricas de Mahoma
En Occidente, la primera representación conocida de Mahoma es una caricatura del profeta con la forma de un pescado, en la traducción del Corán en latín (año 1142) encargada por Pedro el Venerable.

## Caricaturas de Mahoma y debate entre libertad de expresión y respeto a los sentimientos religiosos
Ciertos acontecimientos trascendentes, como los ligados a la publicación de caricaturas de Mahoma en el periódico danés Jyllands-Posten (2006), o al atentado contra la redacción del semanario francés Charlie Hebdo (2015), avivaron el debate social entre libertad de expresión (incluida la libertad de sátira) y el respeto a los sentimientos religiosos, y, en los países occidentales, generaron un amplio sentimiento de apoyo a la libertad de expresión y a la prensa escrita, a la vez que se planteaban dudas y límites respecto del derecho que realmente se tenía a blasfemar.

### Caricaturas como símbolo de la libertad de expresión
Dadas las amenazas cursadas a los caricaturistas que realizaban dibujos humorísticos en relación con el islam, así como a los medios de prensa que publicaban esas imágenes, dibujar y dar a difusión imágenes transgresoras pasó a ser símbolo de libertad de expresión.
Iniciativas en favor de la libertad de caricaturar se concretaron especialmente en el mundo angloparlante, en particular a través de la propuesta de conmemoración del Día de Dibujar a Mahoma (20 de mayo de 2010).
Pero no han sido pocas las voces que han llamado a la mesura y a la prudencia en relación con lo que se dice públicamente de las religiones, y entre ellas, una de las de mayor destaque ha sido la del papa Francisco.

### Censura de las caricaturas

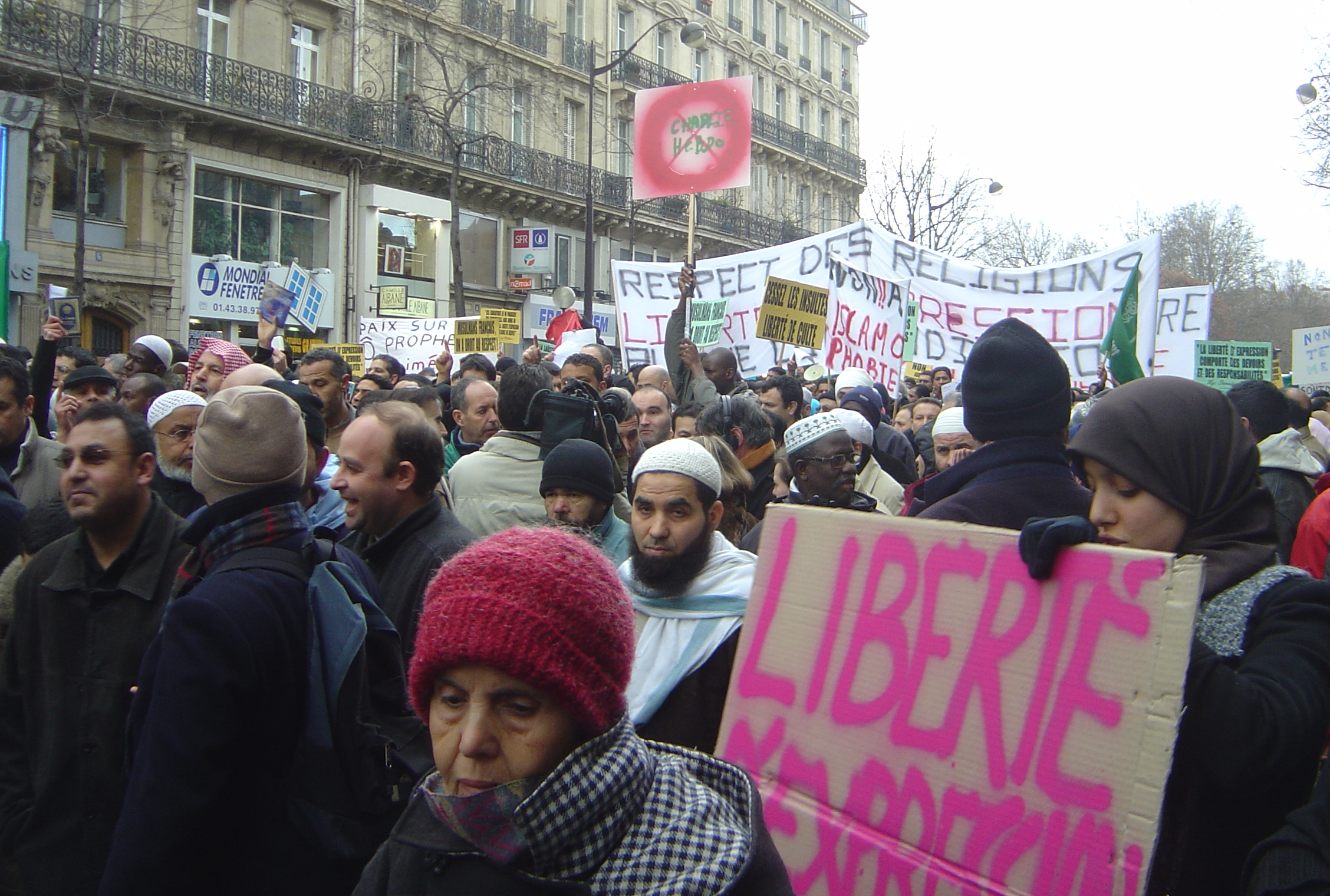
Manifestación del 11 de febrero de 2006 en París, contra la publicación de caricaturas del profeta del Islam en la prensa europea, y especialmente en contra de la republicación de las mismas en la prensa francesa. Los manifestantes partieron desde la "Place de la République" (ubicada en los límites de los distritos III, X y XI).

Legislaciones de países con tradiciones musulmanas permiten la censura de caricaturas del profeta, y por consecuencia su difusión es escasa o nula en sus respectivos territorios. Sin embargo, la publicación de estas caricaturas en los medios de prensa occidentales, puede llegar a conocimiento de esas poblaciones, generando vivas reacciones como ser importantes manifestaciones de repudio a las blasfemias, y también destrucciones de iglesias cristianas e incluso asesinatos.
Incluso en Francia, después del asesinato de los caricaturistas de enero de 2015, en cierta medida hay algún tipo de contención o de autocensura, ya que no son tantos los dibujantes que ahora pueden o se arriesgan a publicar caricaturas de Mahoma, lo que condujo a Philippe Val, exdirector de la redacción de Charlie Hebdo, a afirmar que en cierto modo los terroristas ganaron.

## Difusión

### 2008-2014
Molly Norris creó una viñeta titulada "Everybody Draw Mohammed Day!" («Día de Dibujar a Mahoma»), y que una vez dada a difusión en la Web el 23 de abril de 2010, comenzó a ser republicada en varios diferentes sitios de Internet, así dando nacimiento al movimiento de protesta "Everybody Draw Mohammed Day". Hoy día, cada 20 de mayo de alguna forma se recuerdan al profeta del Islam y a sus caricaturas.
El miércoles 26 de septiembre de 2012, el semanario español "El Jueves" publicó en portada un dibujo caricatural del profeta Mahoma, donde se observan musulmanes en una fila de sospechosos en actitud de ser identificados por la policía, bajo la leyenda « ¿ Pero alguien sabe cómo es Mahoma ? ».

### Atentado contra Charlie Hebdo (2015)
La semana siguiente al atentado contra Charlie Hebdo, ese semanario satírico francés publicó una caricatura del profeta Mahoma en portada de su número 1178 de fecha 14 de enero de 2015, con la leyenda « Tout est pardonné » (el tiraje de esta edición fue de 7 millones de ejemplares). En Alemania, el periódico Die Tageszeitung reprodujo la misma portada, y en Italia, el periódico Il Fatto Quotidiano ese día daba la posibilidad de adquirir el número especial de Charlie (en francés) con el suyo propio.
En Turquía, ese número especial de Charlie con la caricatura de portada, fue publicado integralmente al interior de la edición del periódico Cumhuriyet. Igualmente, en El Cairo, los caricaturistas locales se indignaron con los sucesos de París de enero de 2015, y expresaron públicamente su solidaridad, aunque también testimoniaron sus propias dificultades al querer encarar dibujos satíricos de la religión o de la política.
En Estados Unidos pocas de esas caricaturas fueron difundidas en los medios, pues la mayoría de sus importantes medios de prensa practicaron una prudente autocensura. En el Reino Unido también se tuvo prudencia y mesura en cuanto a publicar dibujos satíricos respecto de lo sucedido en Charlie Hebdo. Y por su parte en Francia, país donde ocurrieron los atentados de enero de 2015, por cierto hubo mucha más apertura en los medios, aunque la autocensura no estuvo totalmente ausente, tal como lo señala la prohibición hecha a Guillaume Meurice de presentar en Canal+ una caricatura de Mahoma creada por Charb.
Seis semanas posteriores a este número de tiraje y repercusión excepcionales del 14 de enero, el semanario en parte recomenzó a tener su presencia normal en los kioscos, con la edición del número 1179 de fecha miércoles 25 de febrero de 2015.

« Le seul hommage aux morts qui vaillent, c'est bien de continuer à travailler comme avant. Plus que jamais, nous sommes Charlie », écrit Laurent Joffrin, le directeur de la rédaction de "Libé".
Traducción al español: « El homenaje a los muertos que vale, es el de continuar trabajando como antes. Más que nunca ahora somos Charlie », —escribió Laurent Joffrin, el director de la redacción de "Libération".